# Подгорный, Павел Ильич
Па́вел Ильи́ч Подго́рный (1 марта 1894, г. Павловск, Воронежская губерния — 28 декабря 1973, Воронеж) — советский учёный-агробиолог, растениевод, педагог. Заслуженный деятель науки РСФСР (1964), доктор с.-х. наук (1937), профессор (1929), заведующий кафедрой растениеводства Воронежского СХИ (1938—1970 гг.). Беспартийный.

## Биография
Павел Ильич родился в семье безземельного крестьянина, который работал всю жизнь по найму у торговцев, позже был агентом по распространению швейных машин, а в конце концов стал сторожем. С 12 лет Павлу Ильичу приходилось зарабатывать на жизнь (репетиторством, игрой на сцене, перепиской, пением в церковном хоре. Учился в Павловском реальном училище, которое окончил в 1911 году. Окончил Новоалександрийский институт сельского хозяйства и лесоводства (1917). Ещё в студенческие годы принимал участие в лесоустроительных экспедициях в Полесье и Архангельской губернии, где заработал ревматизм, преследовавший Павла Ильича всю жизнь. С 1916 по 1918 год — метеонаблюдатель, а затем заведующий отделом полеводства Анненской опытной станции (Симбирская губерния). С 1918 по 1924 год — заведующий Ново-Уренской опытной станции (Симбирская губерния). С 1924 по 1929 год — директор Херсонской опытной станции, одновременно лектор, а затем старший преподаватель Херсонского сельскохозяйственного института, с 1929 — профессор и заведующий кафедрой растениеводства Херсонского сельскохозяйственного института, одновременно, с 1933 по 1937 — руководитель научного отдела 29-й исправительно-трудовой сельскохозяйственной колонии. С 1938 года — профессор, заведующий кафедрой растениеводства Воронежского сельскохозяйственного института. В 1939—1946 годы — заместитель директора Воронежского сельскохозяйственного института по учебной части.
Им опубликовано более 200 работ, из которых 30 крупных. В 1957 году вышел в свет его учебник «Растениеводство» для сельскохозяйственных вузов, который был переиздан в 1965 году. В 1973 году опубликован учебник «Растениеводство с основами селекции и семеноводства», основным из соавторов которого был П. И. Подгорный. Второе издание этого учебника, дополненное и переработанное проф. Г. В. Кореневым, вышло в 1983 году, а третье — в 1990 году. Под руководством П. И. Подгорного подготовлены и защищены две докторские и 20 кандидатских диссертаций.
Награждён двумя орденами Трудового Красного Знамени (1944) и двумя орденами Ленина (1949, 1953), тремя медалями ВДНХ.
Сфера научных интересов: агротехника возделывания зерновых, крупяных, технических и кормовых культур; интродукция новых культур; орошаемое земледелие.

## Основные труды
- Однолетние кормовые культуры. — Воронеж: Воронеж. книгоиздат., 1949 г. — 6 п.л.
- Агротехника озимых хлебов. — Воронеж: Воронеж. книгоиздат., 1952 г. — 5,5 п.л.

Автор учебников:
- Подгорный П. И. Растениеводство / П. И. Подгорный. — М.: Сельхозгиз, 1963 г. — 477 с. (первое издание — 1957 г.),
- Растениеводство / Под ред. П. И. Подгорного. — М.: Просвещение, 1967 г. — 558 с.
- Подгорный П. И. Растениеводство с основами селекции и семеноводства / Г. В. Коренев, П. И. Подгорный, С. Н. Щербак. — М.: Агропромиздат, 1990 г. — 575 с. (первое издание — 1973, второе — 1983)